# Американска зелена дървесна жаба
Американските зелени дървесни жаби (Hyla cinerea) са вид земноводни от семейство Дървесници (Hylidae).
Срещат се в югоизточните части на Съединените американски щати.
Таксонът е описан за пръв път от германския филолог и естественик Йохан Готлоб Теанеус Шнайдер през 1799 година.